# Stelio Savante
Stelio Savante (Città del Capo, 24 aprile 1970) è un attore sudafricano naturalizzato statunitense.

## Biografia
È noto al pubblico principalmente per aver interpretato il ruolo di Steve nella serie televisiva Ugly Betty. Per questa interpretazione ha ottenuto una candidatura agli Screen Actors Guild Awards, primo attore di origini sudafricane a ricevere tale riconoscimento. Nel 2015 si cala nei panni del boss Joe Masseria, nella miniserie televisiva della AMC The Making of the Mob: New York, ricevendo critiche positive grazie alla sua interpretazione convincente, che ricorda, secondo alcuni, Tony Soprano, interpretato da James Gandolfini nelle serie I Soprano dove anche Savante ha avuto un piccolo ruolo.
Nel 2006 si è unito a Carla Pina, dalla quale ha avuto una figlia. Nell'autunno del 2010 gli è stata diagnosticata la celiachia, malattia che ha costretto l'attore ad una ferrea dieta senza glutine.

## Filmografia

### Cinema
- Close Up, regia di Abbas Kiarostami (1991)
- Astoria, regia di Nick Efteriades (2000)
- Red Lipstick, regia di Alexandra King (2000)
- Manhattan Chase, regia di Godfrey Ho (2000)
- A Beautiful Mind, regia di Ron Howard (2001)
- The Coldest Winter, regia di Michael Mustizer (2005)
- La mia super ex-ragazza (My Super Ex-Girlfriend), regia di Ivan Reitman (2006)
- Starship Troopers 3 - L'arma segreta (Starship Troopers 3: Marauder), regia di Edward Neumeier (2008)
- Live Fast, Die Young, regia di Timothy A. Chey (2008)
- L'angelo perduto (Lost Angel), regia di Roy Rowland (2009)
- E se... fosse andata diversamente? (What If...), regia di Dallas Jenkins (2010)
- Corrado, regia di Adamo P. Cultraro (2010)
- A Million Colours, regia di Peter Bishai (2011)
- 3 Blind Saints, regia di John Eschenbaum (2011)
- Poe, regia di Francis Xavier (2012)
- Stealing Roses, regia di Megan Clare Johnson (2012)
- The Shift, regia di Lee Cipolla (2013)
- Jimmy, regia di Mark Freiburger (2013)
- The Secret Village, regia di Swamy M. Kandan (2013)
- Awakened, regia di Joycelyn Engle, Arno Malarone (2013)
- Finding Hope Now, regia di Jennifer Tadlock (2014)
- Where the Road Runs Out, regia di Rudolf Buitendach (2014)
- Eisenstein in Messico, regia di Peter Greenaway (2015)
- Pacific Standard Time, regia di Ben Cummings, Orson Cummings (2016)

### Televisione
- Late Night with Conan O'Brien - serie TV, 2 episodi (1995-1996)
- The Jim Breuer Show - serie TV, 1 episodio (1998)
- I Soprano (The Sopranos) - serie TV, 1 episodio (2000)
- Sentieri (The Guiding Light) - serie TV, 2 episodi (2000)
- La valle dei pini (All My Children) - serie TV, 7 episodi (2004)
- Law & Order - Unità vittime speciali (Law & Order: Special Victims Unit) - serie TV, 1 episodio (2005)
- Law & Order: Criminal Intent - serie TV, 1 episodio (2005)
- Top Billing - serie TV, 1 episodio (2006)
- Ugly Betty - serie TV, 8 episodio (2006-2007)
- NCIS - Unità anticrimine (NCIS) - serie TV, episodio 5x07 (2007)
- My Own Worst Enemy: Conspiracy Theory - serie TV, 2 episodi (2008)
- Senza traccia (Without a Trace) - serie TV, 1 episodio (2009)
- Solly's Wisdom - serie TV, 1 episodio (2009)
- MNet All Access - serie TV, 1 episodio (2009)
- Undercovers - serie TV, 1 episodio (2010)
- Terminal Kill - film TV (2011)
- I signori della fuga (Breakout Kings) - serie TV, 1 episodio (2012)
- Person of Interest - serie TV, 1 episodio (2014)
- Togetherness - serie TV, 1 episodio (2015)
- American Genius - miniserie TV documentario, 1 episodio (2015)
- The Making of the Mob: New York - miniserie TV, 2 episodi (2015)

## Doppiatori italiani
Nelle versioni in italiano delle opere in cui ha recitato, Stelio Savante è stato doppiato da:
- Franco Mannella in Law & Order - Unità vittime speciali
- Andrea Zalone in Law & Order: Criminal Intent
- Giuliano Bonetto in Person of Interest